# Špiljari
Špiljari (cyr. Шпиљари) – wieś w Czarnogórze, w gminie Kotor. W 2011 roku liczyła 7 mieszkańców.